# Animal Factory
Animal Factory (bra: Fábrica de Animais; prt: Escola de Criminosos) é um filme estadunidense de 2000, do gênero drama, dirigido por Steve Buscemi, com roteiro de John Steppling baseado no romance The Animal Factory, de Edward Bunker.

## Sinopse
Condenado por tráfico de drogas, o jovem Ron tenta não chamar muito a atenção, mas logo é notado por outros presos. Para não ser violentado, faz amizade com o líder de uma gangue e começa a receber proteção e outros benefícios. Até que chega o dia de pagar a dívida.

## Elenco
- Willem Dafoe .... Earl Copen
- Edward Furlong .... Ron Decker
- Danny Trejo .... Vito
- John Heard .... James Decker
- Mickey Rourke .... Jan
- Tom Arnold .... Buck Rowan
- Seymour Cassel .... Lt. Seeman
- Mark Boone Jr. .... Paul Adams
- Edward Bunker .... Buzzard
- Michael Buscemi .... Sr. Herrell
- Jake La Botz .... Jesse
- Chris Bauer .... Olho Mal
- Mark Webber .... Tank
- Steve Buscemi .... A.R. Hosspack

## Recepção
O filme recebeu críticas em geral positivas; foi muito elogiado no Sundance Film Festival. O Rotten Tomatoes calculou uma média de 81% de aprovação, baseado em 33 críticas recolhidas, das quais 27 foram consideradas positivas e 6, negativas.